# Amstel Gold Race 2007
L'Amstel Gold Race 2007, 42a edició de l'Amstel Gold Race, es va disputar, per les carreteres de la província neerlandesa de Limburg, el diumenge 22 d'abril de 2007.
Stefan Schumacher en va ser el vencedor, seguit per Davide Rebellin, ambdós companys d'equip al Gerolsteiner. Rebellin, amb els punts obtingunts a la carrera, quedava en segona posició provisional de l'UCI ProTour de 2007.

## Classificació final
|    | Ciclista           | Equip                 | Temps      | UCI ProTour 2007 Punts |
| -- | ------------------ | --------------------- | ---------- | ---------------------- |
| 1  | Stefan Schumacher  | Gerolsteiner          | 6h 11' 49" | 40                     |
| 2  | Davide Rebellin    | Gerolsteiner          | + 0' 21"   | 30                     |
| 3  | Danilo Di Luca     | Liquigas              | + 0' 22"   | 25                     |
| 4  | Matthias Kessler   | Astana                | + 0' 23"   | 20                     |
| 5  | Michael Boogerd    | Rabobank              | + 0' 24"   | 15                     |
| 6  | Paolo Bettini      | Quick Step-Innergetic | + 0' 27"   | 11                     |
| 7  | Alejandro Valverde | Caisse d'Epargne      | + 0' 27"   | 7                      |
| 8  | Óscar Freire       | Rabobank              | +1' 07"    | 5                      |
| 9  | Riccardo Riccò     | Saunier Duval-Prodir  | m. t.      | 3                      |
| 10 | Fränk Schleck      | Team CSC              | m. t.      | 1                      |